# ستانلي هو
ستانلي هو (بالصينية: 何鴻燊)‏ (25 نوفمبر 1921 في هونغ كونغ البريطانية - 26 مايو 2020 في هونغ كونغ) سياسي، ورائد أعمال من الصين.
ستانلي هو هونغ صن هو رجل أعمال أسيوي ويتم اعتباره من أكبر مليارديرات الصين في النصف الثاني من القرن العشرين، حيث كسب ثروات بالملايين من الدولارات بعد الحرب العالمية الثانية بعد مشاركته في إعادة إعمار مستعمرة ماكاو التي كانت تحت الاستيطان البرتغالي أنذاك سنة 1947، فبعد عودة ماكاو إلى السيادة الصينية، أصبح رائد في الاستثمارات مع بريطانيا العظمى والولايات المتحدة الأمريكية مما بلغت تروثه حوالي 17 مليار دولار، حتى توفي في إحدى المستشفيات في هونغ كونغ سنة 2020 عن عمر ناهز 98 عام، كان هو أب لـ17 ابناً مما أصبح نجله الأكبر لورانس هو وريث ثروة والده.

## الجوائز
- وسام غراند باوهينيا (الصين)
- نجمة بواهينيا الذهبية  [لغات أخرى]‏
- نيشان الأمير هنري من رتبة قائد[7][13]
- وسام جوقة الشرف من رتبة فارس[14]
- الدكتوراة الفخرية من جامعة هونغ كونغ
- نيشان الاستحقاق البرتغالي من رتبة صليب أعظم  [لغات أخرى]‏[13]
- نيشان الاستحقاق للبرتغال من رتبة قائد ‏[13]
- نيشان الأمير هنري من رتبة الصليب الأعظم[13]
- نيشان الأمير هنري من رتبة قائد أعظم[13]